# Isaak Jeitteles
Isaac Jeitteles, später Julius Seidlitz, (geboren 3. September 1814 in Prag, Kaisertum Österreich; gestorben 8. März 1857 in Wien) war ein österreichischer Journalist und Schriftsteller.

## Leben
Jeitteles absolvierte eine kaufmännische Ausbildung und arbeitete einige Zeit in dieser Branche. Unter dem Namen Julius Seidlitz veröffentlichte er ab 1837 sein iterarisches Œuvre. Um heiraten zu dürfen, konvertierte er kurz vor seinem Tod zum Christentum; seine Witwe heiratete einige Jahre später  August Silberstein.  
Als einer der Zensurflüchtlinge Österreichs lebte Jeitteles in Sachsen, dann in Ungarn, stets journalistisch tätig, später in Wien, wo er nach 1848 die Presse redigierte, die Vorstadtzeitung und bald darauf die Wochenschrift Feierstunden gründete, die beide sehr populär wurden. Seinen größten Erfolg konnte Jeitteles 1837 mit seinem Werk Die Poesie und die Poeten in Österreich erzielen.

## Werke (Auswahl)
- Novellen. Leipzig 1842.
- Die Poesie und die Poeten in Österreich. Grimma 1837 (2 Bde.).
- Böhmen vor 400 Jahren. Roman. 1837 (3 Bde.).
- Der Astrolog. Roman. 1839.
- Die letzten Adepten. Roman. 1855 (4 Bde.).
- Doktorin Nacht. Volksstück.